# دوست‌پسر دوست‌دختر من
دوست‌پسر دوست‌دختر من (به انگلیسی: My Girlfriend's Boyfriend) فیلمی محصول سال ۲۰۱۰ و به کارگردانی دارین تافتس است. در این فیلم بازیگرانی همچون آلیسا میلانو، بو بریجز، مایکل لندز، کریستوفر گورهام، کارول کین، تام لنک، هدر استفنز، کلی پاکارد ایفای نقش کرده‌اند.